# Rajinder Singh (Mystiker)

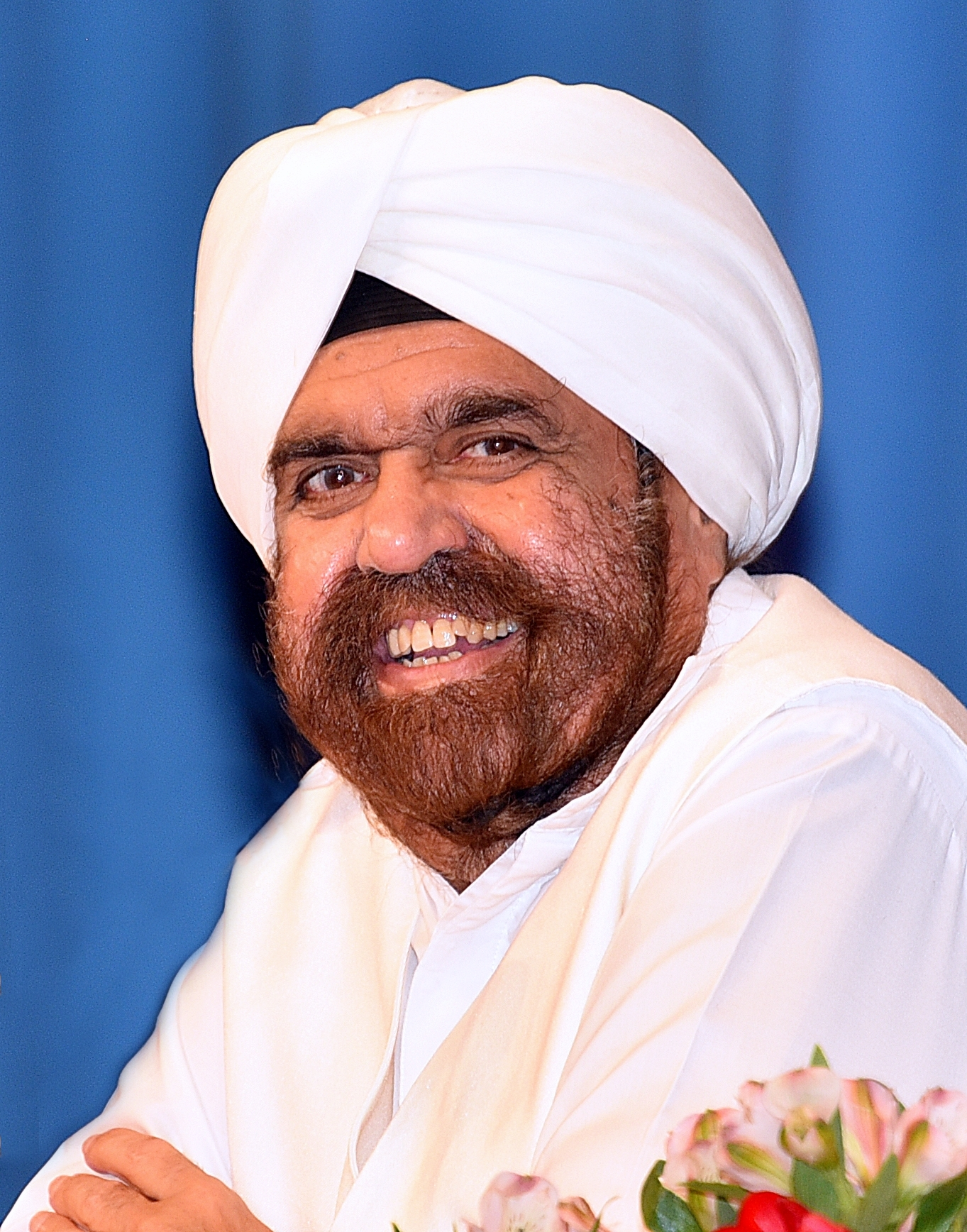
Rajinder Singh, 2018

Rajinder Singh (* 20. September 1946 in Delhi, Indien) ist ein indischer Mystiker, Meditationslehrer und der derzeitige Leiter der Organisation Wissenschaft der Spiritualität. In dieser Position löste er seinen 1989 verstorbenen Vater Darshan Singh ab. Von seinen Schülern wird er Sant Rajinder Singh Ji Maharaj genannt.

## Leben
Rajinder Singh wurde in Indien in eine Dynastie von Mystikern geboren. Bereits sein Großvater Kirpal Singh (1894–1974) gilt als bedeutender spiritueller Meister des Sant Mat, dessen Werk Rajinders Vater Darshan Singh (1921–1989) fortsetzte. Seine Mutter war die ausgebildete Sängerin Harbhajan Kaur. Rajinder Singh ist verheiratet und Vater zweier Kinder.
Seine spirituelle Ausbildung erhielt Rajinder bereits in jungen Jahren vom Großvater und vom Vater. Der Großvater bestimmte auch, dass Rajinder ein Studium im Bereich der Elektrotechnik aufnahm, bis 1967 in Madras, dann am Illinois Institute of Technology, wo er das Special Fellowship-Stipendium erhielt und 1970 graduierte. Anschließend war er als Elektroingenieur bei einer Telekommunikationsfirma tätig. Gleichzeitig betätigte er sich bereits spirituell. 1972 begleitete er seinen Großvater bei dessen dritter Weltreise.
Nach der Gründung der Organisation Wissenschaft der Spiritualität durch seinen Vater 1978 wurde er zum Vorstandsmitglied der Organisation in Amerika. Gemeinsam mit der Repräsentantin für den mittleren Westen, Olga Donenberg, unternahm er erste Vortragsreisen. Für seinen Vater plante er vier Weltreisen, die er in Europa und Nord- und Südamerika auch begleitete. Als Repräsentant der Organisation wirkte er u. a. bei der Einweihung des Kirpal Asharms 1977, bei Darshan Singhs Kaschmir-Reise 1981 und bei der 15. Konferenz zur Einheit der Menschen 1988 mit. Bei der Konferenz 1988 hielt er eine vielbeachtete Rede, in der er die Kommunikationstechnik als Schlüssel zur Vernetzung der Völker der Welt bezeichnete.
Darshan Singh setzte den Sohn in seinem Testament vom 17. November 1987 zu seinem „einzigen spirituellen Nachfolger“ ein und verstarb im Mai 1989. Als Rajinder die Leitung der Organisation Wissenschaft der Spiritualität antrat, hatte diese mehr als 550 Zentren in 40 Ländern. Seit 1989 sind unter seiner Führung viele weitere Meditationszentren in aller Welt entstanden, in denen die Meditation auf Licht und Ton gelehrt wird.
Er hat mehrere Bücher geschrieben, die in viele Sprachen übersetzt wurden, und Hunderte von Artikeln zu spirituellen Themen. Von ihm stammen u. a. die Bücher Heilende Meditation, Die Weisheit der Erwachten Seele sowie Spirituelle Sehnsucht. Er ist der Herausgeber des Buches Meditation – Medizin für die Seele, das Erfahrungsberichte verschiedener Mediziner zum Thema Meditation bündelt.
Rajinder Singh betont die grundlegende Einheit aller Religionen sowie die Bedeutung von Gebet und Meditation als Grundlage für den inneren und äußeren Frieden.
In der Meditation verlässt der Schüler in äußerster Konzentration und Sammlung aller Kräfte seinen Körper, um in der Astralwelt seinem Meister zu begegnen. Der Meister leitet zur Befreiung der Seele aus fünf Leidenschaften an: Lust (Sexualität), Begierde, Zorn, Verhaftung (am Materiellen etc.) und Ego.
Rajinder Sing ist sozusagen ein Sant Mat-Guru. Die religiöse Praxis wird psychisch kranken Menschen nicht empfohlen. Die religiös-praktischen Anforderungen sind für eingeweihte Schüler nicht unerheblich, dafür sind auch entsprechend tiefe Erfahrungen möglich. Der Satguru Rajinder Singh öffnet bei der Initiation das „Dritte Auge“ (zwischen den Augenbrauen, wo der Sitz der Seele lokalisiert wird) und teilt die Mantras mit, die für eine tiefere Meditation hilfreich sind. Ohne den Meister, der bei der Einweihung selbst als Seelenführer im „Dritten Auge“ Platz nimmt und ein Teil des Karmas seiner Schüler übernimmt, kann das höchste Ziel genauso wenig erreicht werden wie z. B. im Christentum, vgl. Johannes 14.6, Lutherbibel 1912: "Jesus spricht zu ihm: Ich bin der Weg und die Wahrheit und das Leben; niemand kommt zum Vater denn durch mich."